# Jan van Katwijk
Jan van Katwijk, né le 30 août 1946 à Oploo, est un coureur cycliste néerlandais, professionnel de 1968 à 1978.

## Biographie
Professionnel de 1968 à 1978, Jan van Katwijk remporte un contre-la-montre par équipes du Tour de France 1976 avec TI-Raleigh.
Ses frères Piet et Fons ont également été cyclistes professionnels, ainsi que son fils Alain.
En 1988, il ouvre un magasin de vélos à Waalre.
En 2016, la commune d'Oploo fait ériger un monument en l'honneur des trois frères Van Katwijk.

## Palmarès

### Palmarès amateur
- 1967
  - Champion des Pays-Bas sur route des militaires
  - 2e du Tour de Hollande-Septentrionale
- 1968
  - Trois Jours d'Hénin-Liétard

### Palmarès professionnel
- 1969
  - Acht van Chaam
  - Grand Prix d'Orchies
  - 2e du Grand Prix de la ville de Saint-Nicolas
- 1970
  - 1rea étape du Tour d'Andalousie
  - Tour du Limbourg
  - 2e de la Ruddervoorde Koerse
  - 2e du Grand Prix d'Orchies
- 1972
  - Champion des Pays-Bas du contre-la-montre par équipes
- 1973
  - Grand Prix Jef Scherens
  - 3e du Circuit de Belgique centrale
- 1975
  - Prix national de clôture
  - 3e de la Maaslandse Pijl
- 1976
  - 5ea étape du Tour de France (contre-la-montre par équipes)
- 1978
  - Circuit de la vallée de la Lys (Omloop van het Leiedal)

## Résultats sur les grands tours

### Tour de France
4 participations
- 1970 : 80e
- 1971 : 87e
- 1972 : hors-délais à la 9e étape
- 1976 : hors-délais à la 10e étape, vainqueur du secteur a de la 5e étape (contre-la-montre par équipes)

### Tour d'Espagne
5 participations
- 1969 : abandon
- 1970 : abandon
- 1971 : abandon
- 1972 : 57e
- 1976 : non-partant (19eb étape)